# Collines Nulato
Les collines Nulato (anglais : Nulato Hills) sont un massif montagneux de l'Ouest de l'Alaska, situées entre le fleuve Yukon et le Norton Sound. Au nord, elles font place aux plaines de la rivière Selawik, tandis qu'au sud elles se prolongent dans le delta du Yukon-Kuskokwim. Au niveau de la péninsule de Seward, la ligne de partage des eaux passe par les collines Nulato. Les rivières Anvik, Bonasila et Unalakleet y prennent leur source.
Elles s'étendent sur environ 480 km du nord au sud et sur 130 km d'est en ouest. Le point culminant est le pic 4030, qui comme l'indique son nom culmine à 4 030 pieds, soit 1 228 m d'altitude.
Les collines Nulato tirent leur nom du village et de la rivière homonymes.